# Jamie Cullum
Jamie Cullum (ur. 20 sierpnia 1979 w Rochford) – brytyjski piosenkarz jazzowy i popowy, pianista, autor tekstów piosenek i prezenter radiowy. Choć przede wszystkim jest wokalistą i pianistą, akompaniuje sobie także na innych instrumentach, m.in. gitarze i perkusji. Nagrał osiem albumów studyjnych, trzy albumy kompilacyjne, jeden album koncertowy i dwadzieścia cztery single. Od kwietnia 2010 prowadzi cotygodniowy wtorkowy program jazzowy w BBC Radio 2, zatytułowany The Jazz Show with Jamie Cullum.
Według danych BBC, jest najpopularniejszym brytyjskim muzykiem jazzowym w historii, zarówno pod względem łącznej liczby sprzedanych płyt (która przekroczyła już 4 mln egzemplarzy), jak i nakładu jednego albumu; jego krążek Twentysomething rozszedł się w ilości ponad 2,5 mln egzemplarzy.

## Życiorys
Urodził się w Rochford w Essex jako syn Yvonne (z domu Peters), sekretarki w angielskiej firmie, i Johna Culluma, pracownika banku. Jego ojciec był pochodzenia żydowskiego i urodził się w Jerozolimie. Jego matka, której ojciec był Hindusem, a matka Birmanką, urodziła się w brytyjskiej kolonii Birmie. Kiedy miała miejsce japońska inwazja, rodzina opuściła Birmę i przeniosła się do Walii wraz z jego pięcioletnią wówczas matką. Jego dziadek ze strony ojca, Harry Cullum, był żołnierzem Armii Brytyjskiej, a babka w czasach wojny śpiewała w berlińskich nocnych klubach, po tym jak udało jej się uciec z nazistowskich Niemiec. 
Wychowywał się w Hullavington w Wiltshire. Kiedy miał osiem lat, zaczął grać na gitarze i pianinie. Jego starszy brat, Ben, zainteresował go jazzem. Swoje muzyczne zdolności doskonalił w Paryżu. Uczęszczał do Grittleton House School do 15. roku życia, a następnie do Sheldon School w Chippenham. Studiował literaturę angielską i filmoznawstwo na University of Reading, który ukończył w 2001 z wyróżnieniem.
W 1999 premierę miał jego debiutancki album studyjny pt. Heard It All Before, który wydał w limitowanym nakładzie 500 sztuk, a ostatni sprzedano za 600 funtów na aukcji internetowej eBay. Sukces płyty sprawił, że Cullum został zaproszony do współpracy przy krążku Geoffa Gascoyne’a Songs of the Summer (2001). W 2002 wydał album pt.Pointless Nostalgic.

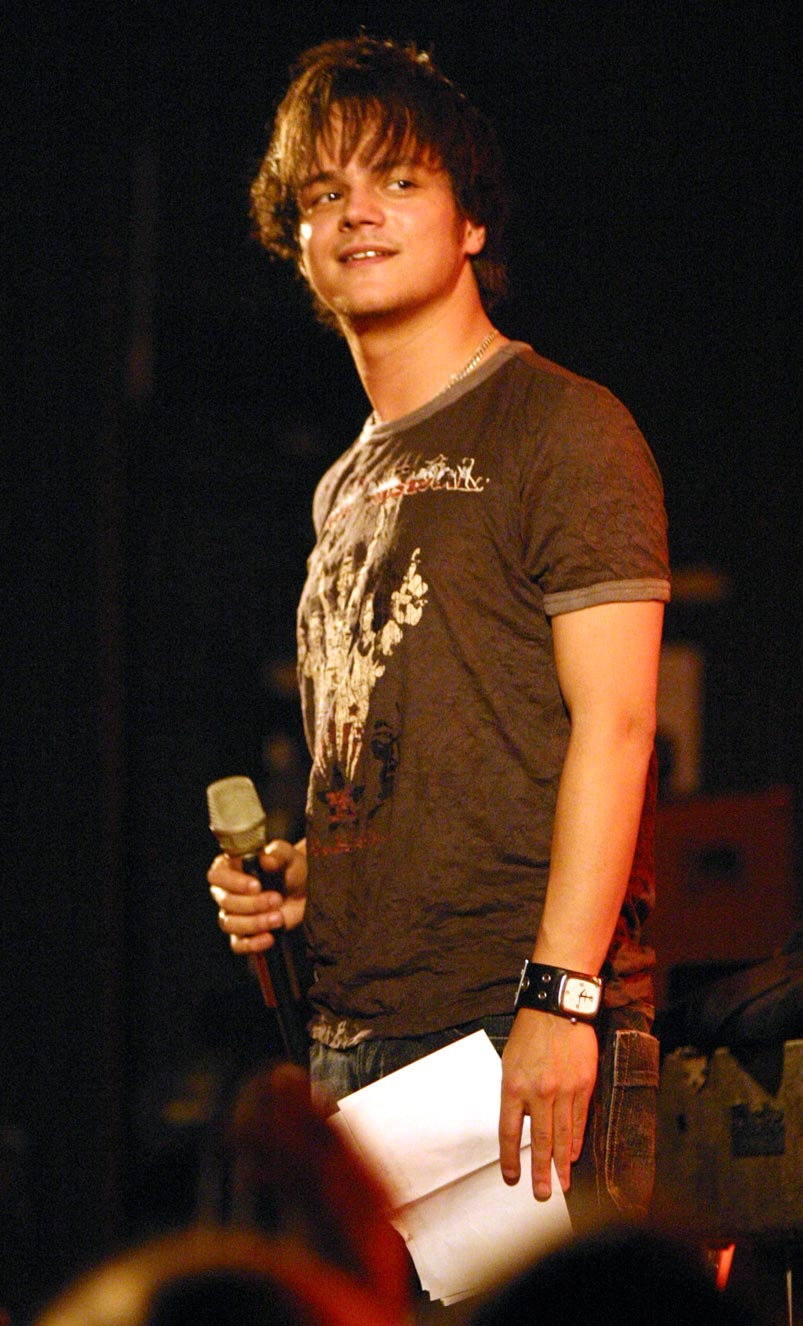
Cullum (2005)

W kwietniu 2003 podpisał kontrakt na trzy albumy z wytwórnią Universal Music Group. Od maja do października 2003 pracował nad albumem pt. Twentysomething, który osiągnął status platynowej płyty i był najchętniej kupowanym albumem jazzowym w Wielkiej Brytanii.
Wykonywał też covery utworów innych wykonawców, takich jak The White Stripes („Seven Nation Army”), Kanye West, Massive Attack, Pussycat Dolls, Gnarls Barkley, Elton John, Joy Division czy John Legend. W swoje utwory wplata też elementy beatbox'u.
26 września 2005 premierę miał jego album pt. Catching Tales, który 11 października tego samego roku wydał również w Stanach Zjednoczonych. W listopadzie 2009 wydał album pt. The Pursuit.

## Życie prywatne
9 stycznia 2010 ożenił się z Sophie Dahl, była modelka, a obecnie pisarka, wnuczka pisarza Roalda Dahla i aktorki Patricii Neal, córka aktora Juliana Hollowaya. Mają dwie córki, Lyrę (ur. 2011) i Margot (ur. 2013).

## Dyskografia

### Albumy studyjne
- Heard It All Before (1999)
- Pointless Nostalgic (2002)
- Twentysomething (2003)
- Catching Tales (2005)
- The Pursuit (2009)
- Momentum (2013)
- Interlude (2014)
- Taller (2019)
- The Pianoman at Christmas (2020)

### Albumy kompilacyjne
- In The Mind Of Jamie Cullum (2007)

### Single
- 2002 – „High & Dry”
- 2003 – „All at Sea”
- 2004 – „These Are The Days/Frontin’”
- 2004 – „Everlasting Love”
- 2005 – „Get Your Way”
- 2005 – „Mind Trick”
- 2006 – „Photograph”
- 2009 – „Gran Torino” (z Clintem Eastwoodem)
- 2009 – „I'm All Over It”
- 2010 – „Don't Stop the Music”
- 2010 – „Wheels”
- 2015 – „Everything You Didn't Do”